# 稲葉地一家
稲葉地一家（いなばじいっか）は、名古屋市に本拠を置く日本の博徒系暴力団で、指定暴力団・六代目山口組の3次団体（上部団体は三代目弘道会）。かつては名古屋の有力独立団体で東海地方では瀬戸一家、平野家一家とともに暖簾の古い博徒一家として知られる。

## 略歴
尾張国愛知郡中村大字日比津（現名古屋市中村区日比津町周辺）に拠点を置いた日比津善七こと富田善七が幕末から明治初期にかけて名古屋西部地方に大勢力を築く。善七は清水次郎長の舎弟という説があるが、真偽は不明。善七には日比津の七人衆と呼ばれる以下の有力な子分らがいた。
- 稲葉地甚之助こと村上甚之助（稲葉地は地名）
- 水車藤三郎こと今津藤三郎（水車は地名、現笹島町周辺）
- 鬼頭由次郎
- 桜木藤吉
- 伊藤忠左衛門
- 小田井徳（本名不詳、小田井は地名、現上小田井・中小田井・下小田井周辺）
- 富田鍋吉こと富田鍋次郎（善七の実子）

明治12年、善七が死亡し筆頭子分の村上甚之助が跡目を継承、この頃勢力は名古屋一帯にまで広がった。甚之助が愛知郡中村大字稲葉地の出身であったことより稲葉地一家を名乗るようになった。以下の有力や舎弟・子分らがいた。
- 舎弟・水野三之助
- 子分・今津藤三郎
- 子分・十二番孫三郎（本名不詳、十二番は地名、熱田新田十二番割）
- 子分・新川常こと宮崎常吉（新川は地名）

明治23年、甚之助が死亡し今津藤三郎が三代目を継承した。
大正6年、藤三郎が隠退しイサバヤ政こと今枝正次郎を跡目に指名したが、力不足であったため富田鍋次郎と共同で跡目を預かることとなった。政次郎は旧郡部一帯、鍋次郎は旧市部一帯を取り仕切ったがその後鍋次郎が旅に出たため政次郎が実権を掌握した。
中京抗争の終結後の昭和60年前後、瀬戸一家、平野屋一家、運命共同会、導友会とともに愛知県下の独立暴力団の親睦会である中京五社会を結成する。
平成3年、名古屋抗争が起こり、中京五社会加盟団体が相次いで山口組や弘道会へ加入し、稲葉地一家も弘道会の傘下となった。

## 系譜
- 初代 - 日比津善七こと富田善七
- 二代目 - 稲葉地甚之助こと村上甚之助
- 三代目 - 今津藤三郎
- 四代目 - イサバヤ政こと今枝政次郎

今枝政次郎の跡目を浜長四代目・上條義夫が継承し、この頃系譜が整理され村上甚之助を初代とした。
- 初代 - 稲葉地甚之助こと村上甚之助
- 二代目 - 今津藤三郎
- 三代目 - イサバヤ政こと今枝政次郎
- 四代目 - 上條義夫こと高塚徳松（浜長四代目）
- 五代目 - 中村真人（鍵次郎四代目）
- 六代目 - 伊藤信男（高村三代目）
- 七代目 - 鬼木賢緒（笹若三代目・鬼木会会長）
- 八代目 - 池田憲一（高村四代目・池田会会長）
- 九代目 - 中村英昭（高村五代目・二代目池田組組長）
- 十代目 - 松山 猛（高村六代目・六代目高村会会長）

括弧内は代目継承前の肩書き

## 昭和初期までの各派
- 今津派

三代目・今津藤三郎の系譜を継ぎ、今枝政次郎が実権を握る頃には舎弟に川口浜吉こと林徳三郎、鈴木富蔵ら、子分に富蔵こと大橋富十郎、床辰こと宮川辰蔵、山北伊代吉、村上梅次郎、日比辰こと日比野辰次郎らがいた。
- 問屋町派

初代・富田善七の実子・富田鍋次郎を祖とし、配下に中野善助、山田こと小川清五郎らがいた。
- 水野派

二代目・村上甚之助の舎弟・水野三之助を祖とし、三之助跡目・湯浅金次郎、その跡目・岡崎寛三、その跡目・原田広吉らがいた。
- 桜木派

初代・富田善七の子分・桜木藤吉を初代とし、藤吉の実子・笹若こと桜木徳次郎が勢力を持ち一派を張る。
- 伊藤派

初代・富田善七の子分・伊藤忠左衛門に発し、忠左衛門没後は露橋安こと富田安郎が跡目を継ぎ、その跡目をチビ銀こと鬼頭銀之助が継いだ。